# Brasseuse
Brasseuse är en kommun i departementet Oise i regionen Hauts-de-France i norra Frankrike. Kommunen ligger i kantonen Pont-Sainte-Maxence som tillhör arrondissementet Senlis. År 2022 hade Brasseuse 114 invånare.

## Befolkningsutveckling
Antalet invånare i kommunen Brasseuse
| Referens: INSEE |